# Hege Kristine Kvitsand
Hege Kristine Lund Kvitsand, född 14 juni 1973 i Trondheim, är en norsk tidigare handbollsspelare.

## Karriär

### Klubblagsspel
Hon spelade  vid sitt genombrott för Sjetne IL. Med Sjetne blev hon slutspelsmästare säsongen 1993. Hon spelade sedan för Bækkelagets SK och  blev norsk mästare (vann norska cupen) 1994 och 1997, blev seriemästare 1995 (tog hem norska titeln), slutspelsmästare 1994 och fick uppleva en finalförlust i europacupen 1995. Kvitsand utsågs till årets damspelare säsongen 1995. Hon var proffs i GOG i Odense i Danmark säsongen 1997/98. Hon återvände sedan till Trondheim och spelade för  Byåsen IL. Kvitsand avslutade karriären i Sjetne IL och spelade sist Malvik IL, en lokal klubb i Trondheim.

### Landslagsspel
Hege Kristine Kvitsand har flera meriter med Norges handbollslandslag för damer: VM-silver 1997 i Österrike/Ungern, VM-brons 1993 i Norge och EM-brons 1994 i Tyskland. Under åren 1991 till 1997 spelade hon 146 landskamper och gjorde 197 mål i landslaget. Hon deltog också för Norge under OS i Atlanta 1996 där Norge blev placerade som fyra. . 

### Privatliv
Hon är utbildad statsauktoriserad revisor och jobbar som ekonomichef i Viking Venture i Trondheim.